# Parakaryon myojinensis
Parakaryon myojinensis, також відомий як паракаріот Міодзін, — дуже незвичайний вид одноклітинних організмів, відомий лише за єдиним екземпляром, описаним у 2012 році. Має як і характеристики прокаріот й еукаріот, так і властиві тільки самому собі, що робить його унікальним серед інших груп організмів. Це єдиний вид у роді Parakaryon.

## Структура
Parakaryon myojinensis має деякі структурні особливості, унікальні для еукаріотів, деякі особливості, унікальні для прокаріотів, і деякі особливості, відмінні від тих і інших. У таблиці нижче наведено детальну інформацію про ці структури, а спільні ознаки виділено бежевим кольором:
| Структура                              | Прокаріоти      | Еукаріоти       | P. myojinensis                      |
| -------------------------------------- | --------------- | --------------- | ----------------------------------- |
| Наявність клітинного ядра              | Немає           | Є               | Є                                   |
| Число шарів ядерної мембрани           | Н/Д             | 2               | 1                                   |
| Ядерні пори                            | Н/Д             | Є               | Немає                               |
| Положення рибосоми                     | Цитоплазматичне | Цитоплазматичне | Цитоплазматичні та внутрішньоядерні |
| Наявність ендосимбіонтів               | Немає           | Є               | Є                                   |
| Наявність ендоплазматичного ретикулуму | Немає           | Є               | Немає                               |
| Комплекс Ґольджі                       | Немає           | Є               | Немає                               |
| Мітохондрія                            | Немає           | Зазвичай є      | Немає                               |
| Структура хромосоми                    | Змінна          | Лінійна         | Ниткоподібна                        |
| Цитоскелет                             | Є               | Є               | Немає                               |